# Corso Duca degli Abruzzi
Corso Duca degli Abruzzi è uno dei grandi viali alberati di Torino.  Ha inizio da corso Vittorio Emanuele II sulla prosecuzione di corso Vinzaglio, estendendosi fino al largo Orbassano. Qui il corso, pur mantenendo il medesimo asse, cambia denominazione, diventando corso IV Novembre, in memoria della vittoria dell'Italia il 4 novembre 1918. Prosegue quindi fino a corso Sebastopoli, ove cambia denominazione diventando corso Giovanni Agnelli, in onore del fondatore della FIAT, e prosegue fino a piazza Caio Mario, all'incrocio con corso Settembrini.

## Tracciato
Si tratta di un ampio viale alberato costituito da una carreggiata centrale a due corsie per senso di marcia e due carreggiate laterali, separate da quella centrale da altrettanti viali alberati. Ha inizio all'altezza del numero civico 107 di corso Vittorio Emanuele II e si sviluppa in direzione nord-sud; poco prima dell'incrocio con corso Einaudi, trova alla sua destra la facciata principale del Politecnico di Torino.
Divenuto corso IV Novembre dopo largo Orbassano, ove incrocia l'omonimo corso, trova alla sua sinistra la caserma Monte Grappa e subito dopo, attraversato corso Lepanto, costituisce, sulla sinistra, il lato lungo occidentale del rettangolo di Piazza d'armi (essendo quello orientale costituito da corso Galileo Ferraris), mentre sulla destra corre lungo la facciata principale dell'Ospedale Militare Alessandro Riberi.
A partire dall'incrocio con corso Sebastopoli assume la denominazione di corso Giovanni Agnelli, fiancheggiando immediatamente sulla sinistra lo Stadio Olimpico Grande Torino, già Stadio Municipale Benito Mussolini, Stadio Comunale, Stadio Comunale Vittorio Pozzo e Stadio Olimpico (così denominato in occasione dei XX Giochi olimpici invernali del 2006), per proseguire andando ad incontrare corso Tazzoli, dopo il quale si trova a fiancheggiare sulla destra il lato sud degli stabilimenti della Fiat Mirafiori (palazzina direzionale ed uffici inclusa) e sulla sinistra l'ampio parcheggio pubblico destinato, di fatto, all'uso dei dipendenti dello stabilimento.
 Terminato questo giunge in piazza Caio Mario, ove attraversa corso Settembrini e quindi confluisce in Corso Unione Sovietica.

## Corso Vinzaglio
Specularmente a Corso Duca degli Abruzzi, rispetto a Corso Vittorio Emanuele II, termina, sullo stesso asse, Corso Vinzaglio. Si tratta di un viale alberato ed a medesima struttura di Corso Duca degli Abruzzi, che giunge a Corso Vittorio Emanuele II da Via Cernaia.
Deve il suo nome alla battaglia di Vinzaglio, ove il 30 maggio 1859, la divisione sarda del generale Giovanni Durando sconfisse gli austriaci. Procedendo verso via Cernaia, il marciapiede del lato sinistro (numerazione civica dispari) è coperto da eleganti portici fino alla fine del corso. Sul lato destro si affacciano i severi palazzi della Questura di Torino, dell'Intendenza di Finanza e del Circolo Ufficiali di Presidio.
Prima degli anni 1950, tutto Corso Duca degli Abruzzi era chiamato Corso Vinzaglio.